# Fender Jazzmaster
La Fender Jazzmaster est un modèle de guitare électrique créé par la marque Fender en 1958.
Présentée pour la première fois au NAMM Show de 1958, elle est décrite par Fender comme une version plus haut de gamme que la Stratocaster, elle-même présentée en 1954 comme une version améliorée de la Telecaster.

## Conception et développement
Son corps ergonomique présente une ligne « déhanchée » caractéristique ; le diapason est de 25 pouces et demi ; elle comprend deux circuits (rythmique et lead) avec réglages de volume et de tonalités indépendants et est équipée d'un système de vibrato flottant avec blocage, permettant notamment d'éviter de désaccorder la guitare en cas rupture d'une corde. C'est le premier modèle du catalogue Fender à proposer en standard une touche en palissandre.
Les deux micros larges à simple bobinage de la Jazzmaster offrent des sonorités plus rondes et chaudes que la Stratocaster, plus proches d'un son « jazz », même si les musiciens de jazz auxquels elle semblait destinée ne l'ont jamais réellement utilisée. Ce sont des guitaristes rock, et notamment surf, qui en firent un succès (The Ventures, The Beach Boys et The Fireballs, par exemple, l'utilisèrent abondamment), au point de pousser Fender à proposer la Jaguar en 1962 comme alternative spécifiquement destinée au surf. On pourra compter également Luther Perkins (guitariste de Johnny Cash) parmi les tout premiers utilisateurs de Jazzmaster à partir de 1958.
La Jazzmaster, comme la Jaguar, passe de mode dès le début des années 1970 ; elle est finalement retirée du catalogue en 1977.
C'est ironiquement cette année-là que des musiciens comme Tom Verlaine de Television, Elvis Costello et, sur scène, Mick Jagger contribuent à faire de la Jazzmaster une guitare mythique. Comme la Jaguar, la Jazzmaster profite d'une seconde vie en devenant emblématique des mouvements grunge et rock indépendant du début des années 1990. Le groupe Sonic Youth, par exemple, utilise quasi exclusivement des Jaguars et Jazzmasters, souvent largement modifiées, surnommées "Jazzblaster". Robert Smith de The Cure utilise exclusivement une Jazzmaster sur les premiers disques du groupe et sur scène jusqu'en 1984. J Mascis de Dinosaur Jr est également un fervent utilisateur de Jazzmaster. Jaguar et Jazzmaster deviennent emblématiques de la scène shoegazing au début des années 1990, au point que cette dernière est représentée en gros plan sur la pochette de l'album Loveless (1991) de My Bloody Valentine, l'un des disques marquants du genre.
Cette nouvelle popularité aidant, et les prix des autres modèles Fender vintage (Telecaster et Stratocaster) s'envolant durant les années 1980, la Jazzmaster revient à la mode, au point que Fender en produit une réédition américaine et japonaise depuis la fin des années 1990.
Fender lance en mai 2008 un modèle Classic Player Series fabriqué au Mexique. La guitare comprend un certain nombre de modifications destinées à la moderniser; le chevalet flottant est remplacé par un chevalet fixe de type Tune-o-matic, le vibrato est légèrement déplacé, le radius de la touche est plus plat et les micros sont remplacés par des modèles P-90 à gain élevé.

## Modèles signatures
- Janvier 1996 : Fender Ventures Limited Edition Jazzmaster. Origine : Japon. Édition limitée. Caractéristiques propres au modèle : Micros : Seymour Duncan SJM-1N et Seymour Duncan SJM-1B, un master volume, un contrôle de tonalité, un sélecteur de micros à trois positions, 22 frettes, Finition : black transparent, Tête peinte en noir.
- Juillet 2007 : Fender Jazzmaster J Mascis. Origine : Japon. Caractéristiques propres au modèle : corps en tilleul, Chevalet : Adjusto-Matic, Pickguard: Gold anodized, Frettes: 21 de style jumbo, Finition : purple sparkle, Tête peinte.
- Avril 2008 : Fender Jazzmaster Elvis Costello. Origine : USA. Caractéristiques propres au modèle : Finition : noyer tacheté, Vibrato modifié.
- Juin 2009 : Fender Jazzmaster Lee Ranaldo (Jazzblaster). Origine : USA. Caractéristiques propres au modèle : chevalet Mustang, Pickguard en aluminium anodisé noir, 2 micros Fender "Wide Range" Humbucking revoiced, un master Volume, Finition : Sapphire Blue Transparent, Tête peinte en noir satiné.
- Juin 2009 : Fender Jazzmater Thurston Moore. Origine : USA. Caractéristiques propres au modèle : Chevalet : Adusto-Matic, Pickguard en aluminium anodisé noir, 2 micros Seymour Duncan Antiquity II, un master volume, Finition : Forest Green Transparent, Tête peinte en noir satiné.
- Octobre 2011 : Squier Jazzmaster J Mascis. Origine : Chine. Caractéristiques propres au modèle : Corps en tilleul, Chevalet : Adusto-Matic, Pickguard: Gold anodized, Finition : Vintage White.
- Janvier 2014 : Jim Root Jazzmaster. Origine : USA. Caractéristiques propres au modèle : Corps en acajou, Touche en ébène, Chevalet : American Standard avec pontets style blocs et cordes traversantes, Radius : 12" à 16", 22 frettes jumbo, un master Volume, 2 micros doubles EMG 81 (chevalet) et EMG 60 (manche), Finition : Flat Black.
- Mars 2014 : Troy Van Leeuwen Jazzmaster. Origine : Mexique. Caractéristiques propres au modèle : Chevalet : Mustang avec cordier Jazzmaster, commutateur Lead/Rhythm, Finition : Oxblood, Tête peinte.